# Frederick Chiluba
Frederick Jacob Chiluba (n. 30 aprilie 1943, d. 18 iunie 2011) a fost un politician din Zambia și președinte al țării în perioada 1991 - 2002.
A fost urmat la președinție de Levy Mwanawasa în 2002.
1. ↑  Frederick Chiluba, Brockhaus Enzyklopädie
2. ↑  Frederick Chiluba, Munzinger Personen, accesat în 9 octombrie 2017
3. ↑   http://news.xinhuanet.com/english2010/world/2011-06/18/c_13936995.htm Lipsește sau este vid: |title= (ajutor)